# Fou d'amour
Fou d'amour é um filme francês do género comédia dramática, realizado e escrito por Philippe Ramos, produzido por Paulo Branco e protagonizado por Melvil Poupaud, Dominique Blanc e Diane Rouxel. Foi adaptado da curta-metragem de 1996, Ici-bas, também realizada por Ramos e inspirada no caso do padre de Uruffe na década de 1950. Ganhou o Grande Prémio das Américas no Festival Internacional de Cinema de Montreal. Estreou-se em França a 16 de setembro de 2015.

## Sinopse
Ambientado em França no ano de 1959, um homem condenado por duplo homicídio é decapitado e posteriormente, a cabeça deste começa a recontar os acontecimentos que levaram à sua morte.

## Elenco
- Melvil Poupaud como pároco
- Dominique Blanc como Armance
- Diane Rouxel como Rose
- Lise Lamétrie como Lisette
- Jean-François Stévenin como pároco de Mantaille
- J.P. 'Van Gogh' Bodet como carteiro
- Jacques Bonnaffé como grande vigário
- Virginie Petit como senhora Desboine
- Nathalie Tetrel como Jacqueline, a dama de leite
- Vanina Delannoy como Solange, a prima de Armance
- Anaïs Lesoil como Odette
- Isabelle Roux-Renard como avó de Rose